# جون هاردي (أستاذ جامعي)
جون هاردي (بالإنجليزية: John Hardy)‏ هو عالم وراثة أمريكي، ولد في 9 نوفمبر 1954 في المملكة المتحدة.